# Trichodesma angustifolium
Trichodesma angustifolium är en strävbladig växtart. Trichodesma angustifolium ingår i släktet Trichodesma och familjen strävbladiga växter.

## Underarter
Arten delas in i följande underarter:
- T. a. angustifolium
- T. a. argenteum